# Cidade de Deus: A Luta Não Para
Cidade de Deus: A Luta Não Para é uma série brasileira produzida pela HBO Brasil em parceria com a Max. Com direção de Aly Muritiba, a primeira temporada estreou em 25 de agosto de 2024 no streaming.
Com criação original de Bráulio Mantovani, a série tem roteiros escritos por Sérgio Machado com Armando Praça, Renata Di Carmo, Estevão Ribeiro e Rodrigo Felha. A série é uma sequência dos acontecimentos do aclamado filme de 2002.
Conta com Roberta Rodrigues, Alexandre Rodrigues, Andréia Horta, Dhonata Augusto, Sabrina Rosa e Thiago Martins  nos papéis centrais.

## Enredo
Vinte anos após os eventos do longa-metragem, no início dos anos 2000, a produção acontece, através das memórias de Buscapé (Alexandre Rodrigues), retratando o impacto dos conflitos entre policiais, traficantes e milicianos na vida dos moradores da comunidade.

## Elenco
| Ator/Atriz           | Personagem                                | Temporadas | Temporadas | Temporadas |
| Ator/Atriz           | Personagem                                | 1ª (2024)  | 2ª (2025)  |            |
| -------------------- | ----------------------------------------- | ---------- | ---------- | ---------- |
| Alexandre Rodrigues  | Wilson Rodrigues (Buscapé)                |            |            |            |
| Roberta Rodrigues    | Berenice Aguiar                           |            |            |            |
| Andréia Horta        | Jerusa Rocha                              |            |            |            |
| Sabrina Rosa         | Cinthia Braga                             |            |            |            |
| Dhonata Augusto      | Delano Braga                              |            |            |            |
| Eli Ferreira         | Lígia Rodrigues                           |            |            |            |
| Shirley Cruz         | Marta (Martinha)                          |            |            |            |
| Luellem de Castro    | Leka                                      |            |            |            |
| Kiko Marques         | Reginaldo Cavani (Coronel Cavani/Cabeção) |            |            |            |
| Victor Andrade       | Genis (Geninho)                           |            |            |            |
| Edson Oliveira       | João Augusto Barbacena (Barbantinho)      |            | —          |            |
| Thiago Martins       | Valdemar Cavalcante (Bradock/Lampião)     |            | —          |            |
| Marcos Palmeira      | Genivaldo (Curió)                         |            | —          |            |
| Demétrio Nascimento  | Cleiton Machado (PQD)                     |            |            |            |
| André Tristão        | Afrânio                                   |            | —          |            |
| Felipe Paulino       | Pézinho                                   |            |            |            |
| Otávio Linhares      | Touro                                     |            | —          |            |
| Matheus Nachtergaele | Sandro (Cenoura)                          | —          |            |            |

## Produção
Em setembro de 2022, a coluna Kogut noticiou que a HBO Max estava em negociação para uma série inspirada no aclamado filme Cidade de Deus, lançado em 2002. A nova produção será desenvolvida com um elenco e roteiristas inéditos, mantendo a essência do original enquanto incorpora novos elementos. O projeto contará com imagens nunca antes vistas do filme original e será dirigido por Aly Muritiba.
Alexandre Rodrigues, Roberta Rodrigues e Thiago Martins, integrantes do elenco original de Cidade de Deus, foram os primeiros a confirmar seu retorno para a série. Marcelo Serrado foi o primeiro nome inédito cotado para integrar o novo elenco, mas as negociações para sua participação não avançaram, sendo substituído por Otavio Linhares. Marcos Palmeira e Shirley Cruz foram escalados para interpretar um casal na série. Ele faz sua primeira aparição fora da TV Globo após o sucesso do remake de Pantanal, já a atriz Shirley Cruz, que fez sua estreia no cinema com uma pequena participação no filme original, tem sua personagem, Martinha, ganhando um papel mais significativo na nova trama. Além de Palmeira e Cruz, a série conta também com as participações de Dhonata Augusto e Edson Oliveira.

## Prêmios e indicações
| Ano  | Prêmio                   | Categoria                                                                       | Nomeação                                       | Resultado | Ref.   |
| ---- | ------------------------ | ------------------------------------------------------------------------------- | ---------------------------------------------- | --------- | ------ |
| 2024 | Prêmio F5                | Melhor Ator                                                                     | Alexandre Rodrigues                            | Indicado  | [ 9 ]  |
| 2024 | Prêmio APCA de Televisão | Melhor Série de Ficção                                                          | Bráulio Mantovani                              | Indicado  | [ 10 ] |
| 2025 | Prêmio Platino           | Melhor Minissérie ou Série de Televisão Cinematográfica de Ficção ou Documental | Cidade de Deus: A Luta Não Para – 1ª Temporada | Pendente  | [ 11 ] |
| 2025 | Prêmio Platino           | Melhor Ator - Série                                                             | Alexandre Rodrigues                            | Pendente  | [ 11 ] |
| 2025 | Prêmio Platino           | Melhor Atriz - Série                                                            | Andréia Horta                                  | Pendente  | [ 11 ] |